# Marcetelli
Marcetelli ist eine italienische Gemeinde mit 57 Einwohnern (Stand 31. Dezember 2023) in der Provinz Rieti in der Region Latium.

## Geographie
Marcetelli liegt 91 km nordöstlich von Rom, 40 km südöstlich von Rieti und 67 km südwestlich von L’Aquila im Tal des Salto oberhalb des Saltostausees, umgeben von den Bergen der Reatinischen Abruzzen. Das Gemeindegebiet erstreckt sich vom Saltostausee bis in die Monti Carseolani über eine Höhendifferenz von 535 bis 1160 m s.l.m. Marcetelli ist Mitglied der Comunità Montana Salto Cicolano.
Die Gemeinde befindet sich in der Erdbebenzone 2 (mittel gefährdet).
Die Nachbargemeinden sind Ascrea, Collalto Sabino, Collegiove, Paganico Sabino, Pescorocchiano und Varco Sabino.

## Verkehr
Marcetelli liegt 48 km von der strada statale 4 Via Salaria (SS 4), die von Rom über Rieti an die Adriaküste führt, entfernt.

## Bevölkerungsentwicklung
| Jahr      | 1861 | 1881 | 1901 | 1921 | 1936 | 1951 | 1971 | 1991 | 2001 |
| --------- | ---- | ---- | ---- | ---- | ---- | ---- | ---- | ---- | ---- |
| Einwohner | 608  | 636  | 748  | 788  | 763  | 723  | 407  | 182  | 126  |

Quelle: ISTAT

## Politik
Daniele Raimondi (Lista Civica: Il Ponte) ist seit dem 20. September 2020 der Bürgermeister.